# Fleetwood Town FC
Fleetwood Town FC är en engelsk professionell fotbollsklubb i Fleetwood, grundad 1997. Klubben spelar 2018/19 i League One.

## Historia
Klubben grundades 1997 och använde redan från början den gamla Highbury Stadium, som stått oanvänd i flera år och var väldigt nedgången. På mycket kort tid lyckades man skapa en klubb som ansågs värdig att börja spela i North West Counties Football League Division Two säsongen 1997/98 under namnet Fleetwood Wanderers FC. Redan före klubbens första match bytte man namn till Fleetwood Freeport FC på grund av ett sponsoravtal. Under den andra säsongen vann man Division Two och blev uppflyttade till Division One.
Sommaren 2002 bytte klubben namn till Fleetwood Town FC. Året efter fick man en ny tränare och en ny ägare och ordförande i Andrew Pilley, vilket ledde till stora framgångar för klubben. 2004/05 vann man North West Counties Football League Division One och gick upp i Northern Premier League First Division. Där kom man tvåa första säsongen och gick genast upp i Northern Premier League Premier Division. Under den därpå följande säsongen vann man Northern Premier League Challenge Cup efter seger över Matlock Town med 1–0 i finalen.

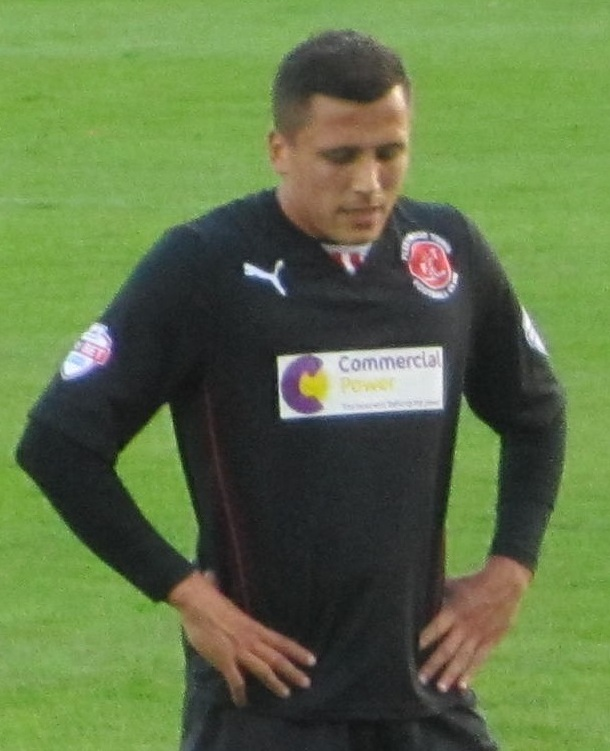
Antoni Sarcevic, vars mål var avgörande när Fleetwood Town vann playoff-finalen till League One 2014.

Fleetwood vann därefter Northern Premier League Premier Division under säsongen 2007/08 och gick upp i Conference North. Detta var klubbens tredje uppflyttning på fyra år. Inför den första säsongen i Football Conference renoverades hemmaarenan Highbury Stadium för cirka en miljon pund. Under klubbens andra säsong i Conference North 2009/10 blev man tvåa och vann playoff-slutspelet om en plats i Conference National mot Alfreton Town. Väl i Conference National blev man femma och gick till playoff under den första säsongen 2010/11. Säsongen efter vann man divisionen och gick för första gången upp i The Football League, närmare bestämt League Two.
Under den första säsongen i League Two 2012/13 blev det en 13:e plats för Fleetwood. Den därpå följande säsongen blev man fyra och kvalificerade sig för playoff till League One. I semifinalen besegrade man York City med 1–0 totalt och i finalen på Wembley vann man med 1–0 mot Burton Albion. Klubben hade därmed lyckats bli uppflyttad sex gånger på bara tio säsonger.
Debutsäsongen i League One 2014/15 slutade med en tionde plats. Två år senare nådde klubben fjärde plats och gick till playoff om en plats i The Championship, där man dock förlorade mot Bradford City med totalt 0–1 i semifinalen.

## Spelare

### Spelartrupp
| 13 | England    | Jay Lynch        | 31 mars 1993     | Rochdale (-22)         |
| 23 | Irland     | David Harrington | 1 juli 2000      | Cork City (-23)        |
| 30 | Nordirland | Stephen McMullan | 31 december 2004 | Warrenpoint Town (-22) |

| 2  | Nordirland     | Carl Johnston    | 29 maj 2002       | Linfield (-18)            |
| 3  | Skottland      | Adam Montgomery  | 18 juli 2002      | Celtic (-23)              |
| 5  | Irland         | Bosun Lawal      | 30 maj 2003       | Celtic (-23)              |
| 16 | England        | Ben Heneghan     | 19 september 1993 | Sheffield Wednesday (-23) |
| 18 | England        | Harrison Holgate | 1 juli 2000       | Middlesbrough (-16)       |
| 22 | Kongo-Kinshasa | Toto Nsiala      | 25 mars 1992      | Ipswich Town (-22)        |
| 26 | Skottland      | Shaun Rooney     | 26 juli 1996      | St. Johnstone (-22)       |
| 32 | England        | Josh Earl        | 24 oktober 1998   | Preston North End (-22)   |

| 4  | England   | Brendan Wiredu  | 7 november 1999  | Colchester United (-22) |
| 6  | Skottland | Scott Robertson | 27 juli 2001     | Celtic (-23)            |
| 8  | England   | Josh Vela       | 14 december 1993 | Shrewsbury Town (-22)   |
| 10 | England   | Danny Mayor     | 18 oktober 1990  | Plymouth Argyle (-23)   |
| 11 | Wales     | Ryan Broom      | 4 september 1996 | Cheltenham Town (-23)   |
| 15 | England   | Junior Quitirna | 25 april 2000    | Waterford (-23)         |
| 17 | England   | Xavier Simons   | 20 februari 2003 | Hull City (-23)         |
| 27 | England   | Harvey Macadam  | 9 januari 2001   | Ashton United (-22)     |

| 7  | England   | Kabongo Tshimanga | 22 september 1997 | Peterborough United (-23) |
| 9  | England   | Jayden Stockley   | 15 september 1993 | Charlton Athletic (-23)   |
| 14 | England   | Jack Marriott     | 9 september 1994  | Peterborough United (-23) |
| 19 | Irland    | Ryan Graydon      | 11 april 1999     | Derry City (-23)          |
| 20 | Irland    | Promise Omochere  | 18 oktober 2000   | Bohemians (-22)           |
| 21 | Irland    | Cian Hayes        | 29 juni 2003      | Fleetwood Town FC         |
| 44 | Skottland | Phoenix Patterson | 1 september 2000  | Waterford (-23)           |
| 51 | England   | Maleace Asamoah   | 15 november 2002  | New Salamis (-23)         |

Not: Spelare i kursiv stil är inlånade.

### Utlånade spelare
| Nr | Land       | Pos | Namn                                              |
| -- | ---------- | --- | ------------------------------------------------- |
| 30 | Nordirland | MF  | Barry Baggley (i Waterford till 30 november 2023) |

## Meriter

### Liga
- League One: Fyra 2016/17 (högsta ligaplacering)
- League Two: Playoff-vinnare 2013/14
- Conference National: Mästare 2011/12
- Conference North: Playoff-vinnare 2009/10
- Northern Premier League Premier Division: Mästare 2007/08
- Northern Premier League First Division: Tvåa och uppflyttade 2005/06
- North West Counties Football League Division One: Mästare 2004/05
- North West Counties Football League Division Two: Mästare 1998/99

### Cup
- Northern Premier League Challenge Cup: Mästare 2006/07
- North West Counties Football League First Division Trophy: Mästare 1998/99
- Peter Swales Shield: Mästare 2008

### Webbkällor
- ”Club History” (på engelska). Fleetwood Town FC. Arkiverad från originalet den 23 september 2018. https://web.archive.org/web/20180923235629/https://www.fleetwoodtownfc.com/club/club-history. Läst 23 september 2018.